# Tongué
Ne doit pas être confondu avec Rodrigue Tongué.
Tongué est une commune du Mali, dans le cercle de Macina et la région de Ségou.